# Política de Madagáscar
Madagáscar é uma república semipresidencialista. Administrativamente, Madagáscar divide-se em seis províncias autônomas, subdivididas em 148 departamentos. O principal partido político do país é a Associação pelo Renascimento de Madagáscar (Arema). O líder do partido é Fanilo. O país segue a constituição de 1992. Em meados de 2000, foi construído um senado no país. Madagáscar tem uma Assembléia Nacional com 150 membros eleitos por voto direto, com mandato de 5 anos.

## Últimos acontecimentos
Em 17 de março de 2009, Marc Ravalomanana, o presidente eleito em 2002, renunciou à presidência do país, após golpe militar que colocou o opositor Andry Rajoelina no poder.